# Hendersonia sacchari
Hendersonia sacchari är en svampart som beskrevs av Speg. 1896. Hendersonia sacchari ingår i släktet Hendersonia och familjen Phaeosphaeriaceae.   Inga underarter finns listade i Catalogue of Life.